# Sistema de posicionament Wi-Fi

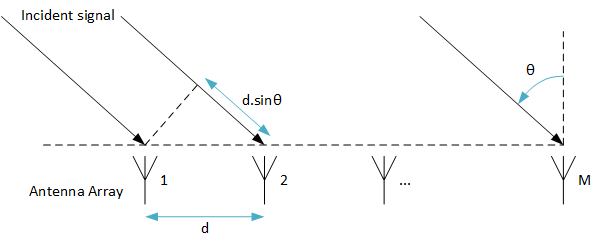
Conjunt lineal d'antenes que reben un senyal. La diferència de desfasament del senyal rebut que arriba a antenes igualment separades per una distància "d" s'utilitza per calcular l'angle d'arribada del senyal. Imatge reproduïda de

El sistema de posicionament Wi-Fi (WPS, també abreujat com a WiPS o WFPS) és un sistema de geolocalització que utilitza les característiques dels punts d'accés Wi-Fi propers i altres punts d'accés sense fil per descobrir on es troba un dispositiu.
S'utilitza quan la navegació per satèl·lit, com ara el GPS, és inadequada a causa de diverses causes, com ara el bloqueig de múltiples camins i el senyal a l'interior, o quan l'adquisició d'una solució per satèl·lit trigaria massa temps. Aquests sistemes inclouen GPS assistit, serveis de posicionament urbà a través de bases de dades hotspot i sistemes de posicionament interior. El posicionament Wi-Fi aprofita el ràpid creixement a principis del segle XXI dels punts d'accés sense fil a les zones urbanes.
La tècnica de localització més comuna i estesa utilitzada per al posicionament amb punts d'accés sense fil es basa en mesurar la intensitat del senyal rebut (indicació de la força del senyal rebut o RSSI) i el mètode de "empremta digital". Els paràmetres típics útils per geolocalitzar el punt d'accés sense fil inclouen el seu SSID i l'adreça MAC. La precisió depèn del nombre de punts d'accés propers les posicions dels quals s'han introduït a la base de dades. La base de dades del punt d'accés Wi-Fi s'omple mitjançant la correlació de les dades d'ubicació del GPS del dispositiu mòbil amb les adreces MAC del punt d'accés Wi-Fi. Les possibles fluctuacions del senyal que es puguin produir poden augmentar els errors i les imprecisions en el camí de l'usuari. Per minimitzar les fluctuacions en el senyal rebut, hi ha certes tècniques que es poden aplicar per filtrar el soroll.
En el cas de poca precisió, s'han proposat algunes tècniques per combinar les traces Wi-Fi amb altres fonts de dades, com ara informació geogràfica i restriccions de temps (és a dir, geografia temporal).

## Motivació i aplicacions
La localització precisa d'interiors és cada cop més important per als dispositius basats en Wi-Fi a causa de l'augment de l'ús de la realitat augmentada, les xarxes socials, la vigilància de l'assistència sanitària, el seguiment personal, el control d'inventari i altres aplicacions interiors conscients de la ubicació.

## Enunciat del problema i conceptes bàsics
El problema de la localització interior basada en Wi-Fi d'un dispositiu consisteix a determinar la posició dels dispositius client respecte als punts d'accés. Existeixen moltes tècniques per aconseguir-ho, i aquestes es poden classificar en quatre tipus principals: tècniques basades en la indicació de la força del senyal rebut (RSSI), la presa d'empremtes digitals, l'angle d'arribada (AoA) i les tècniques basades en el temps de vol (ToF).
En la majoria dels casos, el primer pas per determinar la posició d'un dispositiu és determinar la distància entre el dispositiu client objectiu i uns quants punts d'accés. Amb les distàncies conegudes entre el dispositiu objectiu i els punts d'accés, es poden utilitzar algorismes de trilateració per determinar la posició relativa del dispositiu objectiu, utilitzant la posició coneguda dels punts d'accés com a referència. Alternativament, l'angle dels senyals que arriben a un dispositiu client objectiu es pot utilitzar per determinar la ubicació del dispositiu basant-se en algorismes de triangulació.

## Tècniques

### Basat en la força del senyal
Les tècniques de localització RSSI es basen a mesurar la intensitat del senyal d'un dispositiu client a diversos punts d'accés diferents, i després combinar aquesta informació amb un model de propagació per determinar la distància entre el dispositiu client i els punts d'accés. Les tècniques de trilateració (de vegades anomenades multilateració) es poden utilitzar per calcular la posició estimada del dispositiu client en relació amb la posició coneguda dels punts d'accés.

### Basat en empremtes dactilars
L'empremta dactilar tradicional també es basa en RSSI, però simplement es basa en l'enregistrament de la intensitat del senyal de diversos punts d'accés a l'abast i emmagatzemar aquesta informació en una base de dades juntament amb les coordenades conegudes del dispositiu client en una fase fora de línia. Aquesta informació pot ser determinista o probabilística. Durant la fase de seguiment en línia, el vector RSSI actual en una ubicació desconeguda es compara amb els emmagatzemats a l'empremta digital i es retorna la coincidència més propera com a ubicació estimada de l'usuari. Aquests sistemes poden proporcionar una precisió mitjana de 0,6 m i una precisió de cua d'1,3 m.

## Basat en l'angle d'arribada

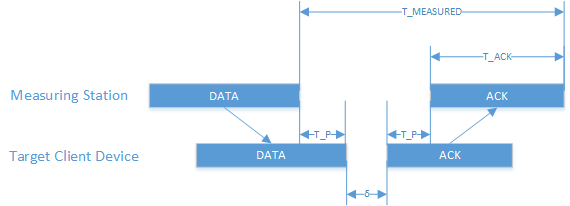
Figura que mostra una estació de mesura que envia una trama DATA a una estació client i espera fins a rebre l'ACK. és el retard de programació (desplaçament) originat al dispositiu client de destinació i depèn del temps que triga a programar l'ACK. T_P és el temps de propagació del senyal entre el transmissor i el receptor, i normalment se suposa que és el mateix en el camí cap a l'objectiu i de tornada. T_ACK és el temps necessari per transmetre la trama ACK. L'hora de vol correspon a la T_MEASURED. Imatge reproduïda de

Amb l'arribada de les interfícies Wi-Fi MIMO, que utilitzen múltiples antenes, és possible estimar l'AoA dels senyals de múltiples camins rebuts a les matrius d'antenes dels punts d'accés i aplicar la triangulació per calcular la ubicació dels dispositius client. SpotFi, ArrayTrack i LTEye són solucions proposades que utilitzen aquest tipus de tècnica.
El càlcul típic de l'AoA es fa amb l'algoritme MUSIC. Suposant una matriu d'antenes de {\displaystyle M} antenes igualment espaciades per una distància de {\displaystyle d} i un senyal que arriba a la matriu d'antenes a través {\displaystyle L} camins de propagació, una distància addicional de {\displaystyle d\sin \theta } és recorregut pel senyal per arribar a la segona antena de la matriu.

### Basat en temps de vol
L'enfocament de localització del temps de vol (ToF) pren les marques de temps proporcionades per les interfícies sense fil per calcular el ToF dels senyals i després utilitzar aquesta informació per estimar la distància i la posició relativa d'un dispositiu client respecte als punts d'accés. La granularitat d'aquestes mesures de temps és de l'ordre de nanosegons i els sistemes que utilitzen aquesta tècnica han reportat errors de localització de l'ordre de 2 m. Les aplicacions típiques d'aquesta tecnologia són l'etiquetatge i la localització d'actius als edificis, per als quals la precisió a nivell d'habitació (~3 m) sol ser suficient.

## Bases de dades públiques d'ubicacions de Wi-Fi
Hi ha disponibles diverses bases de dades públiques d'ubicacions de Wi-Fi (només projectes actius):
| Nom                              | Únic Xarxes Wi-Fi | Observacions     |
| -------------------------------- | ----------------- | ---------------- |
| Servei de Posicionament Combain  | > 2.400.000.000   | >67.000.000.000  |
| LocationAPI.org per Unwired Labs | >1.500.010.000    | > 4.100.000.000  |
| Servei d'ubicació de Mozilla     | > 2.474.690.000   | >785.561.160.000 |
| Mylnikov GEO                     | 860.655.230       |                  |
| Navizon                          | 480.000.000       | 21.500.000.000   |
| radiocells.org                   | 13.610.728        |                  |
| WiGLE                            | 506.882.816       | 7.235.376.746    |